# 変食真言
変食真言（梵: bianshizhenyan、英: Variable food Mantra）は、変食呪、変食陀羅尼ともいう。不空三蔵法師の訳した「救抜焔口陀羅尼経」に載っている陀羅尼、真言である。
この真言の力はすべての供物が自然にさまざまな諸天の食事に変わるとされ、すべてが五種の味付けに変わるという（其所供物，自然变成种种诸天肴饍。皆有五种色香上味）。須弥山ではまず普供養真言と唱え、次に変食真言を唱え、更に最後また普供養真言を唱える。すると上は十方の仏、中は賢聖、下は六道に至るまで、すべて差別なく、満腹して満たされるという。施餓鬼において、よく唱えられる真言であり、お盆の時期によく唱えられる。また中国では甘露水真言と普供養真言とよく一緒に唱えられている。
「救抜焔口陀羅尼経」において仏は阿難に、この陀羅尼を七回唱えたものは、数百千のガンジスの砂の数ほどの餓鬼、及びバラモンなどの飲食、衆生に至るまで十分に満たされるとした（若有诵此陀罗尼者(满七遍)，即能充足俱胝那由他百千恒河沙数饿鬼，及婆罗门仙等上妙饮食。如是等众乃至一一）。

## 参考
- 变食真言

　変食陀羅尼
　変食陀羅尼(へんじきだらに) 食物になったものへ感謝していただきます
【浄土宗】31 変食陀羅尼 三遍